# Kalin Lucas
Pour les articles homonymes, voir Lucas.
Kalin Jay Lucas, né le 24 mai 1989 à Détroit au Michigan, est un joueur américain de basket-ball.

## Biographie
En février 2020, Lucas signe un contrat avec l'Étoile rouge de Belgrade qui les lie jusqu'au terme de la saison 2019-2020.